# العلاقات الغرينادية الكورية الشمالية
العلاقات الغرينادية الكورية الشمالية هي العلاقات الثنائية التي تجمع بين غرينادا وكوريا الشمالية.

## مقارنة بين البلدين
هذه مقارنة عامة ومرجعية للدولتين:
| وجه المقارنة                                              | غرينادا                                         | كوريا الشمالية                        |
| --------------------------------------------------------- | ----------------------------------------------- | ------------------------------------- |
| المساحة (كم2)                                             | 348                                             | 120.54 ألف                            |
| عدد السكان (نسمة)                                         | 107.83 ألف                                      | 25.49 مليون                           |
| الكثافة السكانية (ن./كم²)                                 | 30.99 ألف                                       | 211.47                                |
| العاصمة                                                   | سانت جورجز                                      | بيونغيانغ                             |
| اللغة الرسمية                                             | لغة إنجليزية، لغة غرينادا الكريولية الإنجليزية ‏ | لغة كوريا الشمالية القياسية ‏          |
| العملة                                                    | دولار شرق الكاريبي                              | وون كوري شمالي                        |
| الناتج المحلي الإجمالي (بليون دولار)                      | 1.12 مليار                                      |                                       |
| الناتج المحلي الإجمالي (تعادل القوة الشرائية) بليون دولار | 1.45 مليار                                      |                                       |
| الناتج المحلي الإجمالي الاسمي للفرد دولار أمريكي          | 9.21 ألف                                        |                                       |
| الناتج المحلي الإجمالي للفرد دولار أمريكي                 | 12.43 ألف                                       |                                       |
| مؤشر التنمية البشرية                                      | 0.750                                           |                                       |
| رمز المكالمات الدولي                                      | +1473                                           | +850                                  |
| رمز الإنترنت                                              | .gd                                             | .kp                                   |
| المنطقة الزمنية                                           | 00                                              | ت ع م+08:30، ت ع م+08:30، ت ع م+09:00 |

## منظمات دولية مشتركة
يشترك البلدان في عضوية مجموعة من المنظمات الدولية، منها:
| علم المنظمة | اسم المنظمة              | تاريخ انضمام غرينادا | تاريخ انضمام كوريا الشمالية |
| ----------- | ------------------------ | -------------------- | --------------------------- |
|             | يونسكو                   | 17 فبراير 1975       | 18 أكتوبر 1974              |
|             | الاتحاد البريدي العالمي  | ?                    | ?                           |
|             | الأمم المتحدة            | 17 سبتمبر 1974       | 17 سبتمبر 1991              |
|             | الاتحاد الدولي للاتصالات | 17 نوفمبر 1981       | ?                           |

## وصلات خارجية
- موقع وزارة الخارجية الكورية الشمالية